# Peter Wight

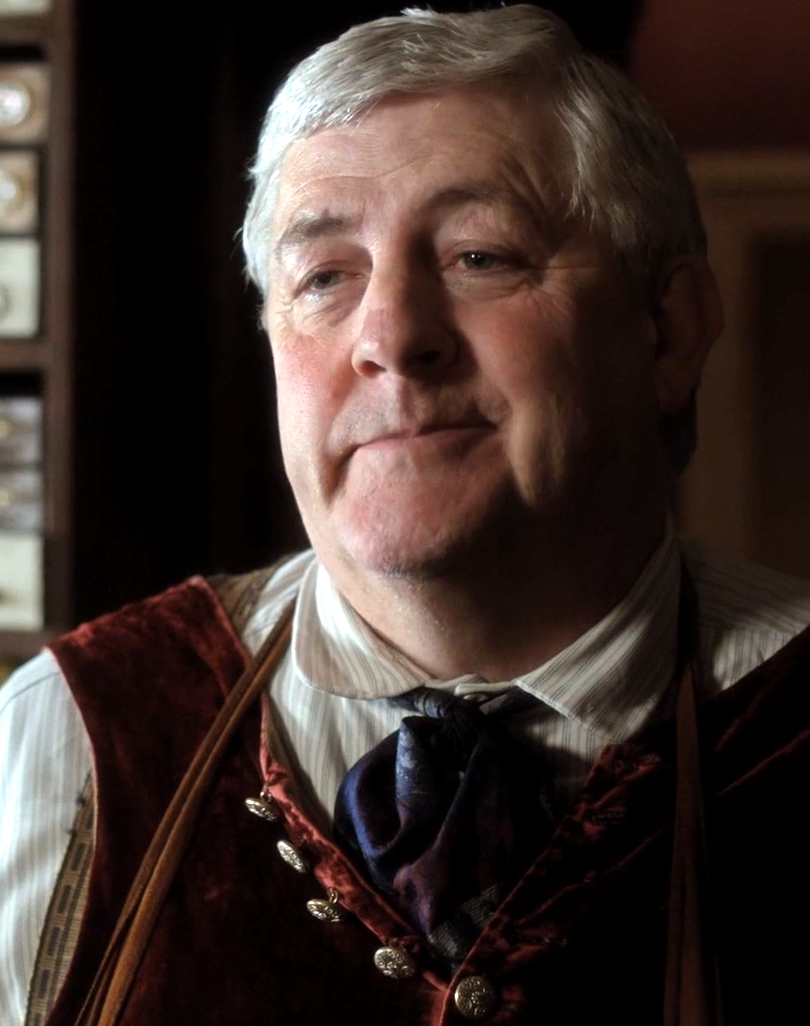
Peter Wight (2012)

Peter Wight, född 1950 i Worthing, West Sussex, är en brittisk skådespelare.
Wight har spelat på Royal National Theatre och med Royal Shakespeare Company.

## Filmografi (i urval)
- 1978 – Armchair Thriller (TV-serie)
- 1980 – Palm Beach
- 1987 – Yesterday's Dreams (TV-serie)
- 1993 – Naked
- 1994 – The Return of the Native
- 1996 – Hemligheter och lögner (Secrets & Lies)
- 1997 – FairyTale: A True Story
- 2001 – The Fourth Angel
- 2002 – Morden i Midsomer (TV-serie) (Midsomer Murders)
- 2003 – The Gathering
- 2003 – The Statement
- 2004 – Vera Drake
- 2005 – Stolthet och fördom (Pride & Prejudice)
- 2006 – Lassie
- 2006 – Babel
- 2007 – Flood
- 2007 – Hot Fuzz
- 2007 – Övertalning (Persuasion)
- 2007 – Försoning (Atonement)
- 2008 – Cass (TV-serie)
- 2010 – Medan åren går (Another Year)
- 2010 – Womb
- 2011 – Laxfiske i Jemen (Salmon Fishing in the Yemen)
- 2011 – My Week with Marilyn
- 2012 – Titanic (TV-serie)
- 2012 – Hit & Miss (TV-serie)
- 2012 – Kon-Tiki
- 2012–2013 – The Paradise (TV-serie)
- 2013 – The Look of Love
- 2014 – Mr. Turner
- 2014 –  Our Zoo (TV-serie)
- 2015 – The Program
- 2016 – Brief Encounters (TV-serie)